# Bradley Joseph
Bradley Joseph (né en 1965 à Willmar, Minnesota, États-Unis) est un compositeur, un pianiste et un claviériste américain qui a travaillé avec des musiciens internationaux tels que Yanni et Sheena Easton. Il paraît sur l'album "Yanni Live at the Acropolis" sorti en 1993. Sa musique touche les styles de musique instrumentale, musique légère, smooth jazz, new age et la musique classique, des solos de piano aux orchestrations pleines.

## Discographie
- Hear The Masses 1994
- Rapture 1997
- Solo Journey 1999
- Christmas Around the World 2000
- One Deep Breath 2002
- The Journey Continues 2003
- Music Pets Love: While You Are Gone (2004-2008)
- For The Love Of It 2005
- Piano Love Songs 2006
- Hymns and Spiritual Songs 2007
- Classic Christmas 2008
- Suites & Sweets 2009
- Paint the Sky 2013

## Compilation
Orange Music - Singapour
- The Road Ahead 2004
- In The Heart of Everyone 2004